# Giovanni Biliverti

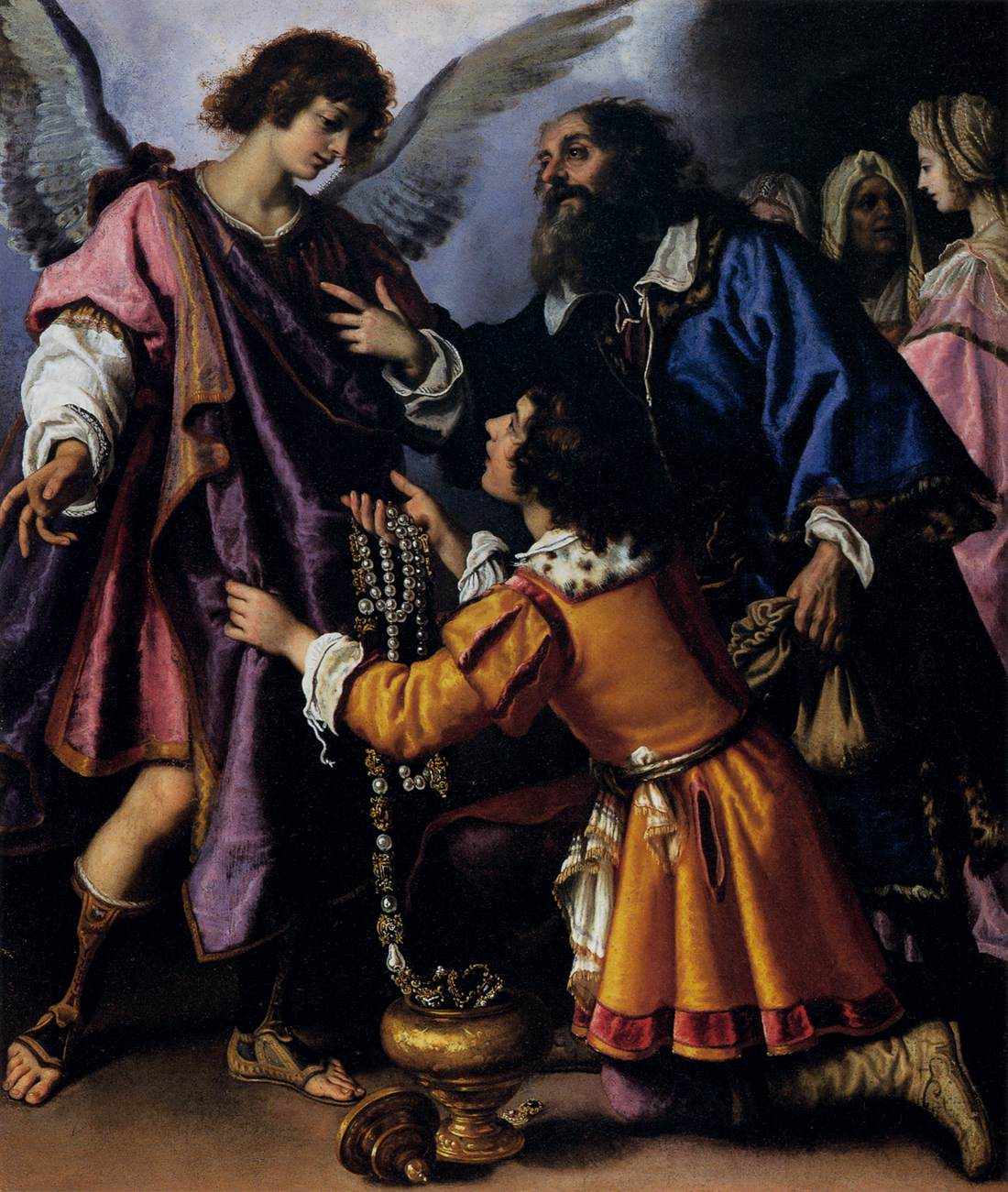
L'Arcangelo Raffaele rifiuta i doni di Tobia (De aartsengel Rafaël weigert de schenking van Tobias) door Biliverti

Giovanni Biliverti (achternaam ook wel geschreven als Bilivelt, Bilivert en andere varianten) (Florence, 25 augustus 1585 – aldaar, 16 juli 1644) was een Italiaans kunstschilder uit de overgangsperiode tussen het late maniërisme en de vroege barok. Hij was actief in zowel zijn geboortestad als Rome.

## Leven en werk
Biliverti werd in 1585 in Florence geboren als zoon van de goudsmid Giacomo Giovanni Biliverti (geboren als Jacob Jansz. Bijlevelt en in 1573 vanuit Nederland naar Italië getrokken om te gaan werken voor de hertog Ferdinando I de' Medici) en Fiametta Mazzafiri.
De jonge Biliverti ging in de leer bij Alessandro Casolani in Siena. Na de dood van zijn vader in 1603 keerde hij terug naar Florence en trok het jaar nadien naar Rome waar hij een leerling was van Lodovico Cigoli. Samen met Cigoli werkte hij in opdracht van Paus Clemens VIII in de Sint-Pietersbasiliek. Biliverti werd beschouwd als de beste leerling van Cigoli en voltooide na diens dood in 1613 de Intocht van Jezus in Jeruzalem voor de Santa Crocekerk in Florence.
In 1609 was Biliverti lid geworden van de Florentijnse artiestengilde, de Accademia delle arti del disegno die de oudste kunstacademie van Europa was. Van 1611 tot 1621 werkte Biliverti in dienst van Cosimo II de' Medici als ontwerperkunstenaar van pietra dura, een soort mozaïekkunst. In 1621 maakte hij De Kruisverheffing door Helena, dat algemeen beschouwd wordt als zijn meesterwerk.
Biliverti had de vreemde gewoonte om de werken die hij goed vond te laten kopiëren door zijn beste leerlingen en ze te voorzien van zijn signatuur. Zo zijn er van het schilderij Jozef en Zelikah, de vrouw van Potifar drie exemplaren met zijn handtekening waaronder een exemplaar in Florence en een in Rome.
Vanaf 1643 was Biliverti blind geworden en diende hij noodgedwongen te stoppen met schilderen. Een leerling van hem was Francesco Furini.

## Werken
De werken van Biliverti stellen religieuze taferelen voor die gekenmerkt worden door een overvloed en een rijkheid aan details. Zijn schilderijen zijn te situeren in de overgangsperiode tussen het late maniërisme en de vroege barok. Een selectie van zijn werken:
- (1610-1620). De heilige Zenobius verwekt een dood kind. National Gallery, Londen.
- (1611). Verkondiging. Chiesa di San Nicola, Pisa.
- (1612). De aartsengel Rafaël weigert de schenking van Tobias. Galleria Palatina, Florence
- (1618). Jozef en Zelikah, de vrouw van Potifar. Galleria Palatina, Florence.
- (1621). De Kruisverheffing door Helena. Santa Croce, Florence.
- (1620). Christus en de Samaritaanse vrouw. Österreichische Galerie Belvedere, Wenen.
- (1622-1625). Apollo en Daphne. Staatsgalerie, Stuttgart.
- Venus en Amor. Louvre, Parijs.
- Hagar in de woestijn. Hermitage, Sint-Petersburg.